# 밀가
밀가(히브리어: מִלְכָּה Mīlkā, "군주"를 뜻하는 히브리어 단어와 관련 있음)는 창세기의 족보에 따르면 하란의 딸이자 나홀의 아내였다. 성서 전통에서 브두엘의 어머니이자 리브가와 라반의 할머니로 전해지며, 일부 미드라시에서는 사라의 여동생으로 전한다.

## 사라의 여동생
야훼 문서에 속하는 창세기의 구절 중 하나는 하란이 이스가와 밀가의 아버지임을 밝히고 있다. 미드라시 전통의 랍비 문헌중에는 앞서 언급된 이스가를 사라로 보는 경우가 있다. 바빌로니아 탈무드에 따르면, 이스라엘 랍비 중 한 사람인 랍비 이삭 나파하는 "왜 그녀를 이스카라고 불렀는가? 왜냐하면 그녀는 성령을 통해 보았기 때문이다."라고 하며 이스가와 사라가 같은 사람이라고 말했다.

## 리브가의 조상
창세기에서 리브가의 할머니로 확인되지만, 밀가가 원래 리브가의 어머니였을 수도 있다고 보는 학자들도 있다. 그들은 제사장 문서에 의해 리브가의 아버지로 확인된 브두엘이 나중에 본문에 추가된 것이며, 리브가는 밀가와 나홀의 딸이었다고 본다.
성경 창세기 24장 15절에 따르면 밀가는 리브가의 할머니이고 아버지는 브두엘이다.

## 나홀과의 결혼과 자손
창세기 22장에 따르면, 밀가와 나홀은 우스, 부스, 그무엘, 게셋, 하소, 빌다스, 이들랍, 브두엘이라는 여덟 자녀를 낳았다. 타르굼 요나탄은 자매 사라의 공로로 신이 밀가에게 잉태를 허락했다고 전한다. 밀가의 아들 브두엘은 밧단아람(아람 나하라임이라고도 불림)으로 이주하여 리브가를 낳았다. 밀가의 손녀 리브가는 결국 밀가의 사촌 이사악과 결혼하여 야곱을 낳았고 야곱은 이스라엘이 되었다. 밀가가 비유대 세계의 모든 예언자의 조상이었다는 미드라시가 있다.

## 근친상간
유대인 아브라함 이븐 에즈라는 창세기 11장 29절에 대한 주석에서 밀가의 아버지 하란은 아브라함의 형제 하란과 다른 인물이라고 썼다. 밀가는 아브라함의 형제이기도 한 나홀과 결혼했다. 이븐 에즈라의 해석에 따르면 밀가의 남편은 삼촌이 아니었다.
바빌로니아 탈무드에서 랍비 이삭은 하란이라는 이름을 가진 두 남자가 한 사람이라고 가정한다. 만약 그렇다면, 밀가는 그녀의 삼촌과 결혼한 것이다. 비록 레위기는 나중에 이모/고모와 조카 사이의 결혼을 금지했지만, 삼촌과 조카딸 사이의 결혼은 배제하지 않았다. 탈무드는 누이의 딸과 결혼한 남자를 승인했다. 그리고 탈무드에서 랍비 이삭은 밀가의 자매 이스가를 사라(당시 사라이)와 동일시하는데, 이 경우 아브라함은 그의 형제 하란의 딸과 결혼한 것이 된다.

## 같이 보기
- 브두엘
- 하예이 사라
- 창세기
- 타나크
- 히브리어 성경